# Sajovic
Sajovic je priimek več znanih Slovencev:
- Arjan Sajovic, novinar
- Bogdan Sajovic, novinar, publicist (zgodovinar)
- Bogo Sajovic (*1938), novinar, satirik
- Bogomir Sajovic (1925—2008), pravnik, univ. profesor
- Boris Sajovic (1928—2022), slikar, akad. kipar, restavrator
- Borut Sajovic (*1960), veterinar in politik
- Dušan Sajovic (1928—2009), elektroenergetik
- Eva Sajovic (*1976), fotografinja, vizualna umetnica
- Evgen Sajovic (1880—1916), organizator sokolstva
- Evgen Sajovic (1913—1986), slikar
- Gvidon Sajovic (1883—1920), biolog in muzealec
- Igo Sajovic (1925—2020), inženir, izumitelj, podjetnik
- Igor Sajovic, kulinarik, strokovnjak za mediteranske specialitete
- Irena Sajovic (*1967), kemičarka, informatičarka/bibliotekarka za biotehniko
- Irena Sajovic Šuštar, muzikologinja
- Ivan Sajovic (1884—1954), pravnik (odvetnik v Kočevju), politik, publicist
- Ivo Sajovic (1916—1959), farmacevt, kemik, ustanovitelj Kemične tovarne Kočevje (zdaj Melamin)
- Janez Sajovic (1831—1917), duhovnik, ljubljanski stolni prošt in zbiralec podatkov o Prešernu
- Kaja Sajovic (*197#?), novinarka
- Maja Sajovic (*1975), športna padalka
- Marjan Sajovic (1933—2007), skladatelj, glasbeni pedagog in godbenik
- Marjan Sajovic (*1941), kipar samouk
- Marko Sajovic (*1969), šahist
- Milan Sajovic, Alpina
- Miran Sajovic (*1970), salezijanec, prof. starokrščanske literature v Rimu
- Miroslav Sajovic (?—1973, Kalifornija), veterinar
- Nastja Sajovic (*1942), arhitektka
- Oton Sajovic (1907—1996), matematik, univ. profesor
- Rudolf Sajovic (1888—1961), pravnik, univ. profesor
- Sandra Sajovic, umetnostna zgodovinarka, kuratorica
- Simon Sajovic, obramboslovec
- Stanko Sajovic (1890—1963), pravnik, odvetnik; svetnik in tajnik Vrhovnega sodišča Slovenije
- Tatjana Sajovic (1924—1945), pesnica in partizanka
- Tomaž Sajovic (*1950), jezikoslovec, urednik, sindikalist
- Urška Sajovic, citrarka
- Viktor Sajovic, društveni delavec (prvi predsednik socialno-demokratske kulturne in telovadne zveze "Svoboda" 1923-)
- Vlasta Sajovic (1920—2011), partizanka, publicistka in njen mož:
- Zvone Sajovic (1919—1985), protokolarni šef strežbe (Brdo)